# Yossi Azar
Yossi Azar ist ein israelischer Informatiker.
Yossi Azar wurde 1989 an der Universität Tel Aviv bei Noga Alon promoviert (Parallel Sorting and Searching). Danach war er an der Stanford University, bei Digital Equipment Corporation und IBM in Kalifornien. Ab 1994 war er an der Universität Tel Aviv, an der er
Professor für Informatik an der Blavatnik School of Computer Science ist. 2002 bis 2004 stand er der Abteilung Informatik und 2011 bis 2014 der School of Computer Science vor.
2006 bis 2009 war er in einem erweiterten Sabbatjahr bei Microsoft Research in Redmond (Visiting Principal Researcher).
Er befasst sich mit Online-Algorithmen, Näherungsmethoden, Lastenverteilung, Routing Schemata, probabilistischen Methoden, algorithmischer Spieltheorie.
2020 erhielt er mit Anna Karlin, Andrei Broder, Michael Mitzenmacher und Eli Upfal den Paris-Kanellakis-Preis für die Entdeckung und Analyse von ausgewogenen Zuteilungen (balanced allocations), bekannt als Zweierpotenz-Auswahl (power of two choices), und deren umfangreiche Anwendungen in der Praxis (Laudatio). Dabei geht es um das klassische balls-into-bins Problem (oder balanced allocation), in dem n Bälle auf m Kästen (bins) verteilt werden in mehr oder weniger zufälliger Weise. Eine Strategie (power of two) wählt zwei Kästen zufällig aus und legt den Ball in den mit der kleineren Anzahl von Bällen. Statt des maximalen Erwartungswerts (bei m=n) von {\displaystyle {\frac {\log {\log n}}{\log n}}} bei rein zufälliger Verteilung reduziert das Maximum auf {\displaystyle \log {\log n}} und damit exponentiell. Das Problem hat viele Anwendungen in der Informatik, zum Beispiel gleichmäßigere  Auslastungen (Balancierung) bei gemeinsamen Speicherplätzen, Verteilung von Informationspaketen auf parallele Routen in Web-Servern und Netzwerken, Hash-Tabellen. Azar war Ko-Autor mit Karlin, Broder und Upfal der ursprünglichen Veröffentlichung zur power of two Strategie (STOC 1994).
Zu seinen Doktoranden gehören Oded Regev und Leah Epstein.